# 焼畑農業

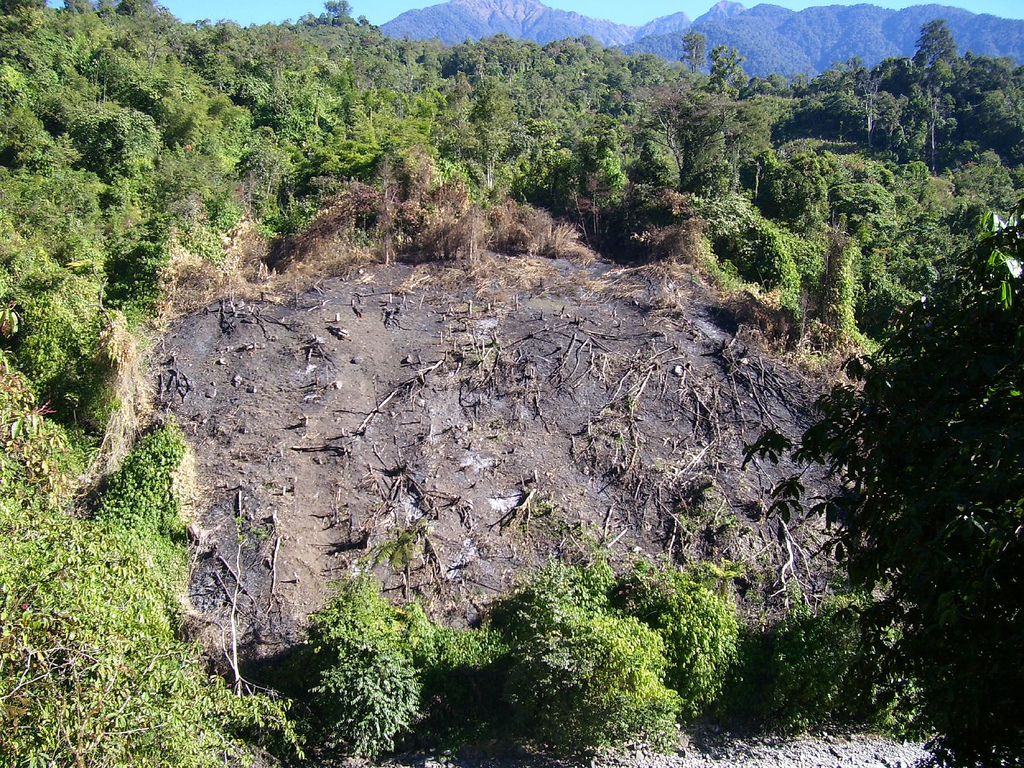
焼畑によって拓かれた森（2006年）
インド北東部アルナーチャル・プラデーシュ州のナムダファ国立公園内

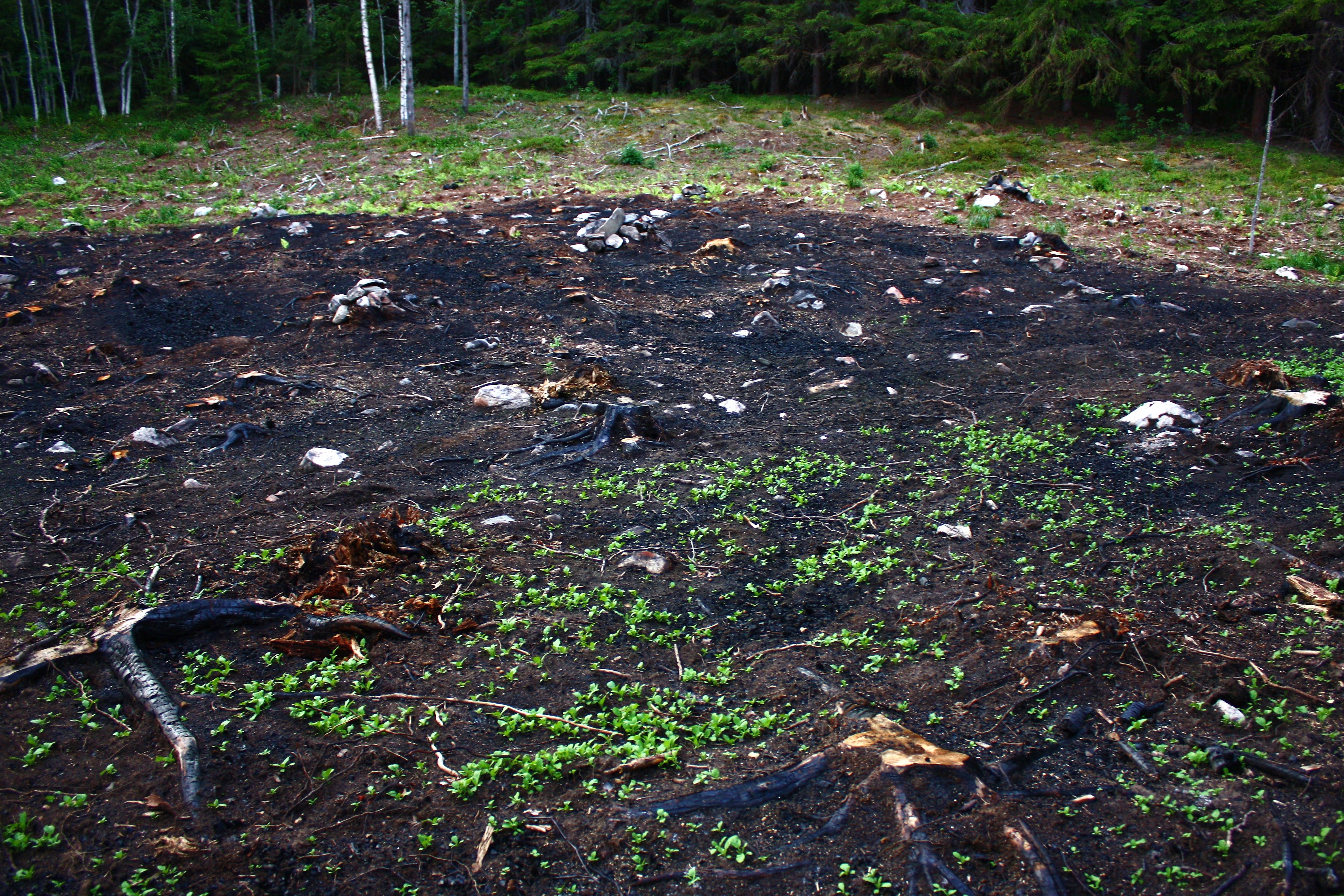
フィンランドのカーヴィにあるテルッカマキにおける焼畑（2013年）

焼畑農業（やきはたのうぎょう、英: slash-and-burn）、または単に焼畑とは、森林や草地を開墾および整地する手段として火を放ち、焼け跡を農地として施肥を行わずに農作物を育て、地力が低下したら休耕して別の土地に移動することを繰り返す農業形態を指す。
移動農業の一種。
営農上の労力が小さく、古くから行われていた原始的な農法の1つである。農地の休耕を要し、また施肥を行わないことから生産能力は低く、現代においては廃れており、地方で伝統文化としてわずかに行われている程度となっている。
日本で焼畑という場合は、先述の定義に該当しない、単なる営農上の一般廃棄物である藁や籾殻、剪定枝、雑草などの作物残渣を廃棄物として焼却処分する行為（野焼き〈: stubble burning〉）や、開発（農地確保）のために森林を焼き払うだけの行為を焼畑と表現するケースも多く、報道機関などでも混同されている。

## 概要

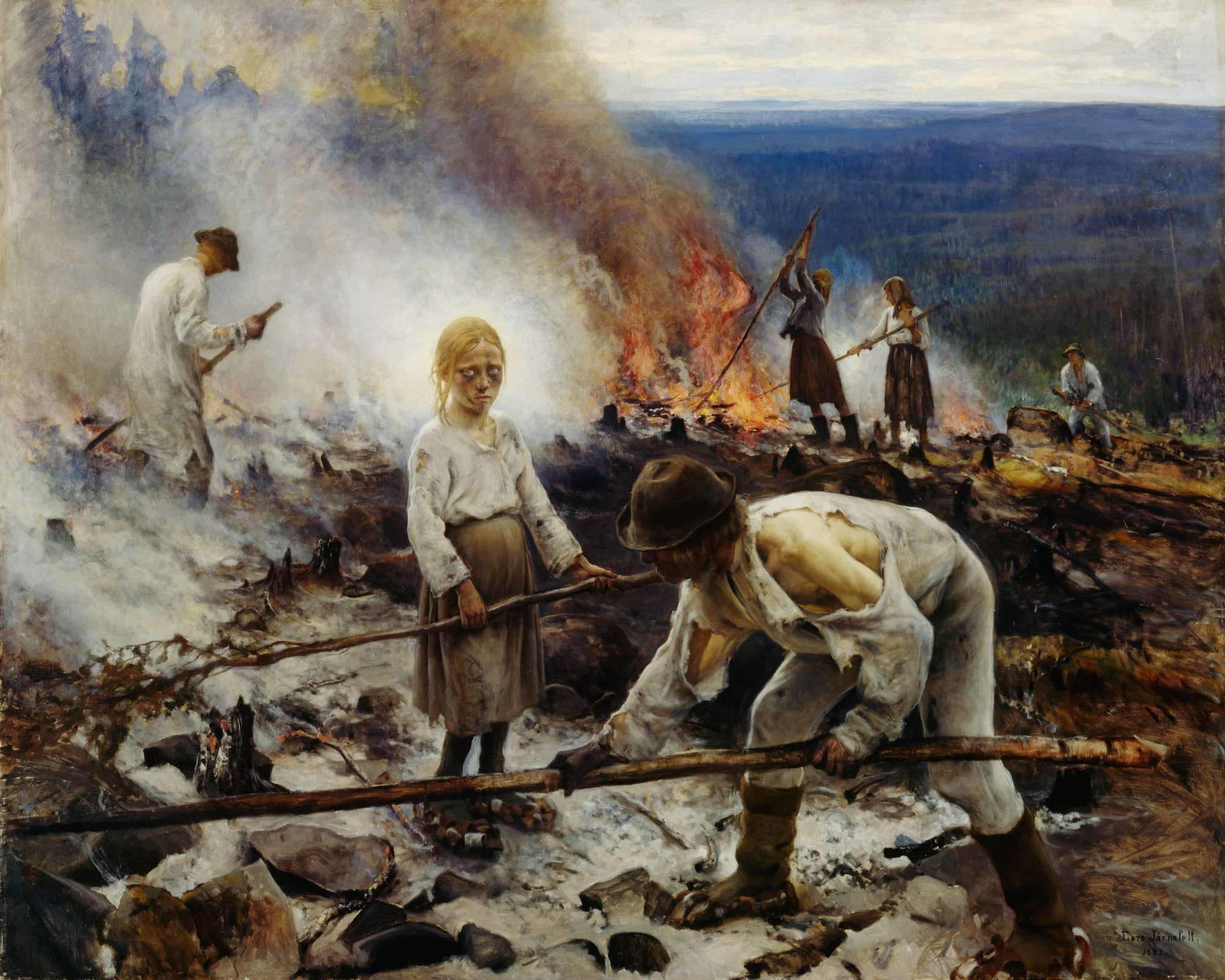
焼き畑を行う農民を描いた絵画。エーロ・ヤルネフェルト作

現代の農法との大きな違いは、耕耘・施肥を行わず、焼却灰および休耕中に蓄えられた地力を利用する点にある。
焼畑にはいくつかの機能があると指摘されている。火を使うことについては
1. 熱帯の土壌は栄養塩類の溶脱が激しく、やせて酸性のラトソルが主体のため、作物の栽培に適していない。そこで熱帯雨林に火を付けて開拓することで、灰が中和剤や肥料となり、土壌が改良される。
2. 焼土することで、土壌の窒素組成が変化し、土壌が改良される[14]。
3. 熱による種子や腋芽の休眠覚醒。
4. 雑草、害虫、病原体の防除。

また休閑することによって耕作期間中の遷移途中に繁茂する強害雑草である多年生草本が死滅するので、常畑を営む場合に大きな労働コストとなる除草の手間を省くことができる。近年の研究では、このことが一次生産力の高い（雑草がはびこりやすい）湿潤熱帯において焼畑が農法として選択される有力な理由であることが示唆されている。
灌漑を利用しない天水農業である。また、広域の山林における人間活動が、野生動物の里地への侵入を低下させる可能性も指摘されている。
焼畑で育てる作物は様々で、地域によってはここでキャッサバ、ヤムイモ、タロイモ、料理バナナ（プランテン）などの根栽系（栄養繁殖）作物、あるいは、モロコシ、シコクビエ、トウモロコシ、陸稲などを栽培して主食とする。現在でも、焼畑で栽培されるのは主に自給用作物である。
熱帯の気候に適した農法で区画を決めて焼畑を行い、栽培が終わると他の区画へと移動する。焼畑農業は元の区画が十分な植生遷移を経た後に再び耕作する持続可能的なものである。集落ごと移動し新規の土地を求めることもあるが、これは農地の不足によるものというよりは他の様々な社会的理由によるものであることが示唆されている。近年では人口の増加や定住政策、また商品作物の栽培のために常畑に移行する例も少なくない。

## 負の側面
火を使い焼き払うという原始的な農業であるため、現代的なすき込みや不耕起農業に対し環境負荷は高く、また生産力も低いため人口の増加につれて大気汚染や森林破壊、土壌劣化が問題となる
。

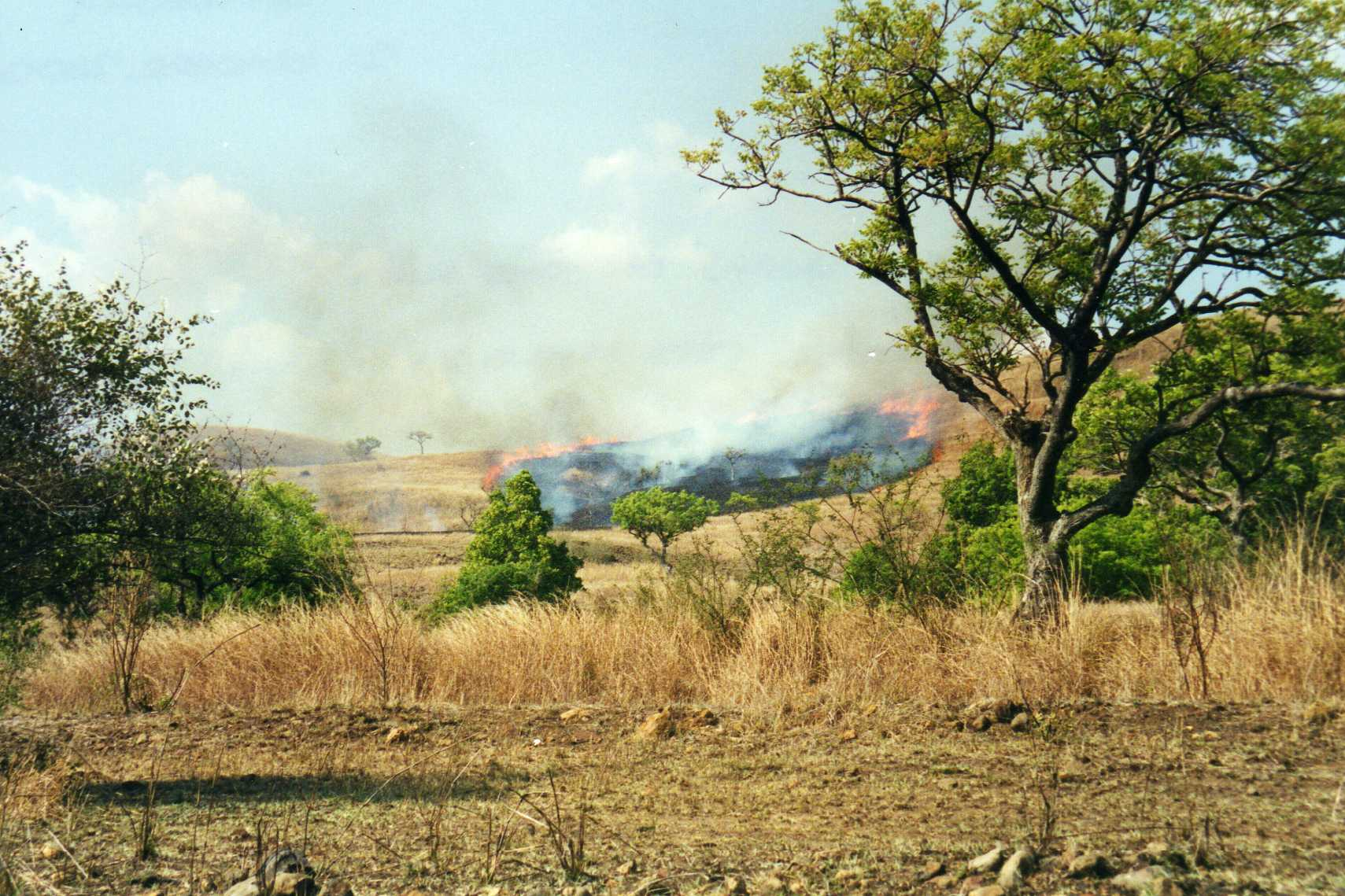
アフリカで行われる焼畑農業。大量の人口を支えるには生産能力の低さと環境負荷の高さが問題となる

## 日本の焼畑農業
かつては日本でも山間地を中心に行われ、秩父地方では「サス」、奥羽地方では「カノ」「アラキ」、飛騨地方では「ナギ」、九州地方では「コバ」など種々の地方名で呼ばれてきた。近現代では急速に衰退したが、2000年代に入り伝統文化としての継承や里山再生などのため再び始める動きも相次ぐ。江戸時代以前から続く宮崎県椎葉村、山形県鶴岡市などに加えて、島根県奥出雲町、熊本県水上村、滋賀県長浜市（旧余呉町）など約20地域に限り行われている。
日本列島においては縄文時代中期・後晩期段階での粗放的な縄文農耕が存在したと考えられており、遺跡からは蕎麦、麦、緑豆などの栽培種が発見され、かつては縄文後期に雑穀・根菜型の照葉樹林文化が渡来したという研究者もいるが、近年の成果から縄文前期に遡ると指摘する研究者もいる。宮本常一は野焼き・山焼き後の山菜採りから進化した農法ではないか、と考察している。
古代の段階では畿内周辺においても行われている。中世・近世においても焼畑は水田耕作の困難な山間部を中心に行われた。近世以前は山中を移動して生活する人々が多数存在したが、時代が下るに連れ定住して焼畑を中心に生計を立てる集落が増えた。
近世においては江戸時代中後期の徴税強化や山火事などの保安上の理由、山林資源への影響から禁止・制限が行われた。かつて焼畑は西日本全域、日本海沿岸地域を中心に日本全域で行われていたが、1899年（明治32年）に施行された国有林施業案の影響により焼畑を営む戸数は激減した。
そのような中でも焼畑での自給作物である麦・雑穀などが作られていたが、第二次世界大戦以降は山村住民自身の米食普及の前にその存在意義を失った。また、山腹斜面の耕地では普及し始めた農業機械の導入が困難であり、省力化農業の進展がはばまれ有利性を失った。さらに、木材の商品化が進み焼畑が行われていた斜面は永久林地に転換されたことも焼畑の減少につながった。
東北地方では昔から焼畑を主な生業とする集落が多く、現在でも火野（かの）カブと呼ばれる焼畑によるカブの栽培が行われており、山形県鶴岡市の温海かぶでは、林業における伐採と植栽のサイクルに沿った持続可能性を有する栽培方法が江戸時代から続けられている。
日本ではヒエ、アワ、ソバ、ダイズ、アズキを中心にムギ、サトイモ、ダイコンなども加えた雑穀栽培型の焼畑農業が一般的である。焼畑の造成はキオロシと呼ばれる樹木の伐採作業から始められる。耕作地を更地にした後、しばらく乾燥させて火を入れる。その後に播種するが、1年目はソバ、2年目はアワ、といったように輪作されることが多い。耕作期間は3 - 5年で、その後、植林して15 - 20年間放置し、地力を回復させる。